# Dylan Carlson
Dylan Carlson (Seattle, 12 marzo 1968) è un chitarrista e cantante statunitense, unico membro costante del gruppo drone metal Earth.

## Biografia
Suo padre lavorava per il Dipartimento della Difesa Statunitense e per quella ragione, Dylan da bambino si trasferì svariate volte, vivendo a Filadelfia, Texas, Nuovo Messico e New Jersey, prima di ritornare a vivere nello stato di Washington.
La prima volta che pensò di diventare un musicista fu all'età di 15 anni, ispirato da gruppi come Molly Hatchet, AC/DC e Black Sabbath.
Egli stesso ha citato The Melvins, e compositori come La Monte Young e Terry Riley tra le maggiori influenze nella sua musica.
Nella città di Olympia (Washington) Dylan incontrò Slim Moon, Greg Babior, Dave Harwll and Joe Preston, con cui avrebbe formato successivamente gli Earth. Durante questo periodo, Dylan era solito creare "collages sonori" insieme al suo successivamente compagno di stanza Kurt Cobain, il quale lo introdusse all'eroina, e alla futura componente delle Bikini Kill, Tobi Vail.
Dal 1991 al 1996, gli Earth cambiarono numerose volte formazione. Carlson attribuisce l'assenza di album registrati in studio tra il 1997 e il 2005 a "problemi legali e di droga".
Fu Carlson che procurò il fucile con cui Kurt Cobain si suicidò. Carlson ha dichiarato di non essere a conoscenza delle intenzioni suicide di Cobain, e che Kurt gli disse che l'arma gli serviva per difesa personale.
Carlson è stato una delle tante persone intervistate nel documentario Kurt & Courtney diretto da Nick Broomfield nel 1998. Dylan ha dichiarato in seguito di essere rammaricato per aver preso parte al film, dichiarando "Sono stato fuorviato dalle sue reali intenzioni".